# Cape Air
La aerolínea Cape Air comenzó operaciones entre Boston, Massachusetts y Provincetown en 1989 y rápidamente se extendió a la Florida, el Caribe y las Islas de Micronesia. En Puerto Rico está operando desde el año 1993 y utiliza exclusivamente los aviones Cessna 402 con capacidad de 12 pasajeros. Su base de operaciones es el Aeropuerto Internacional Luis Muñoz Marín y de allí realiza vuelos diarios con puntualidad que depende de las condiciones del tiempo a Saint Tomas, Saint Croix, Tórtola, Vieques, Mayagüez. Los aviones son bien mantenidos, los empleados en su mayoría son amables y los pilotos realizan un gran trabajo. Con suerte incluso puedes ir como copiloto y disfrutar de la aventura de volar. El equipaje vuela gratis y el costo es bien razonable.
La línea tiene una flota de más de 80 aviones Cessna 402 (la mayor cantidad de ese modelo en el Mundo en una sola aerolínea) y más de 850 vuelos diarios en temporada alta. Con algo más de 650,000 pasajeros transportados en Estados Unidos, Cape Air es la aerolínea regional independiente más grande.
Su aeropuerto base en San Juan, (Puerto Rico) es uno de los más importantes en todo el Caribe y es el centro de conexión entre las compañías que se dedican a la carga en todo el mundo, tales como FedEx y DHL. El lema de Cape Air es "Somos las alas del caribe"

## Flota

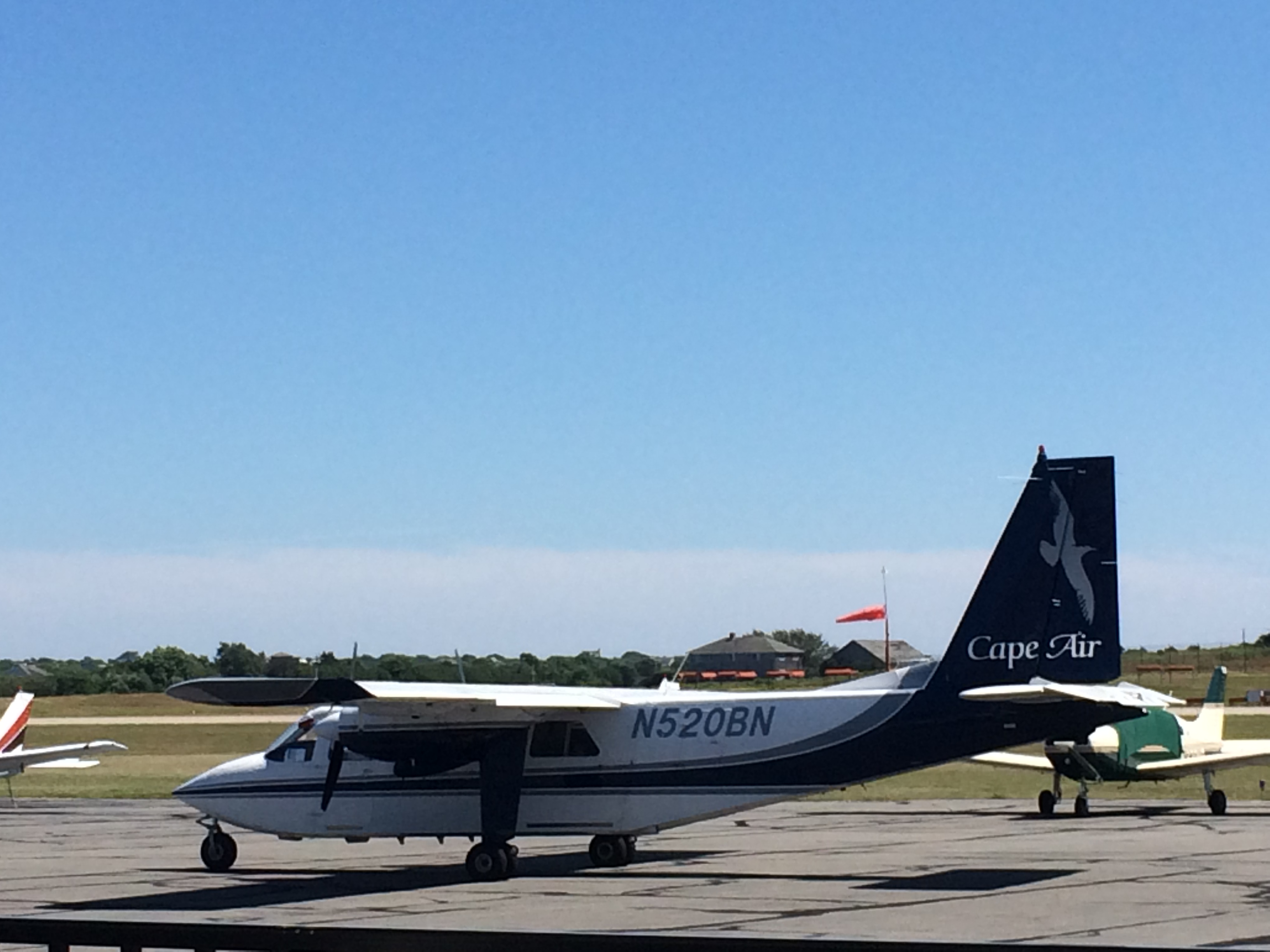
Un Britten-Norman Islander de Cape Air.

A agosto de 2021, la flota de Cape Air consta de los siguientes aviones:
| Tipo                    | Flota | Órdenes | Pasajeros | Notas                                                                |
| ----------------------- | ----- | ------- | --------- | -------------------------------------------------------------------- |
| Britten-Norman Islander | 4     | –       | 9         | Opera en el Caribe (invierno) y Nueva Inglaterra (verano)            |
| Cessna 402              | 82    | –       | 9         | A ser retirado. El noveno asiento es la silla copiloto no utilizada. |
| Cessna 208-B            | 2     | –       | 9         | Certificado Parte 135                                                |
| Tecnam P2012 Traveller  | 7     | 101     | 9         | Para reemplazar los Cessna 402                                       |
| Eviation Alice          | –     | ASA     | 9         | Será el primer uso de un avión eléctrico para pasajeros.             |
| Total                   | 95    | 101     |           |                                                                      |

En noviembre de 2010, Cape Air anunció que estaba considerando nuevos tipos de aviones para reemplazar el Cessna 402. En abril de 2011, el italiano Tecnam anunció que producirá el Tecnam P2012 Traveler.  El avión realizó su primer vuelo en julio de 2016. El primero se entregó en marzo de 2019. Cape Air utilizó anteriormente el ATR-42 para las operaciones de United Express en Guam. Sin embargo, cuando United retiró su flota de hélices, la asociación terminó entre las dos aerolíneas. Aunque Cape Air todavía posee y registra la aeronave, actualmente no se utilizan para ninguna operación. En el Salón Aeronáutico de París de 2019, Eviation Aircraft anunció que Cape Air agregaría el avión eléctrico Eviation Alice a su flota.